# Giovanni Bernardi

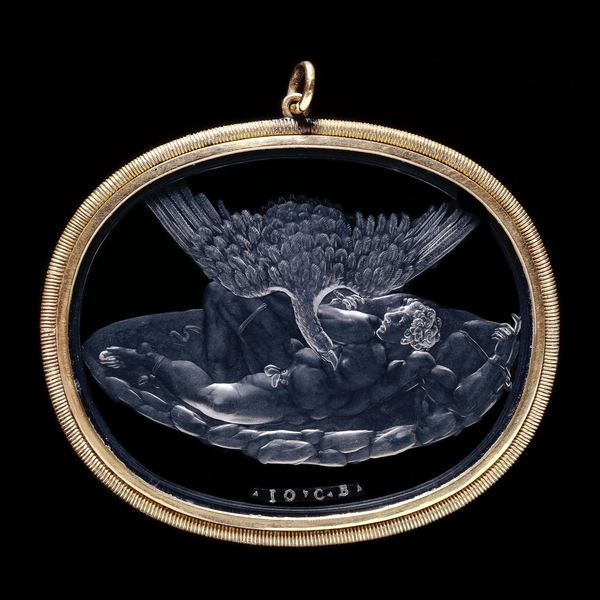
La punizione di Tito
cristallo di rocca intagliato
British Museum Londra

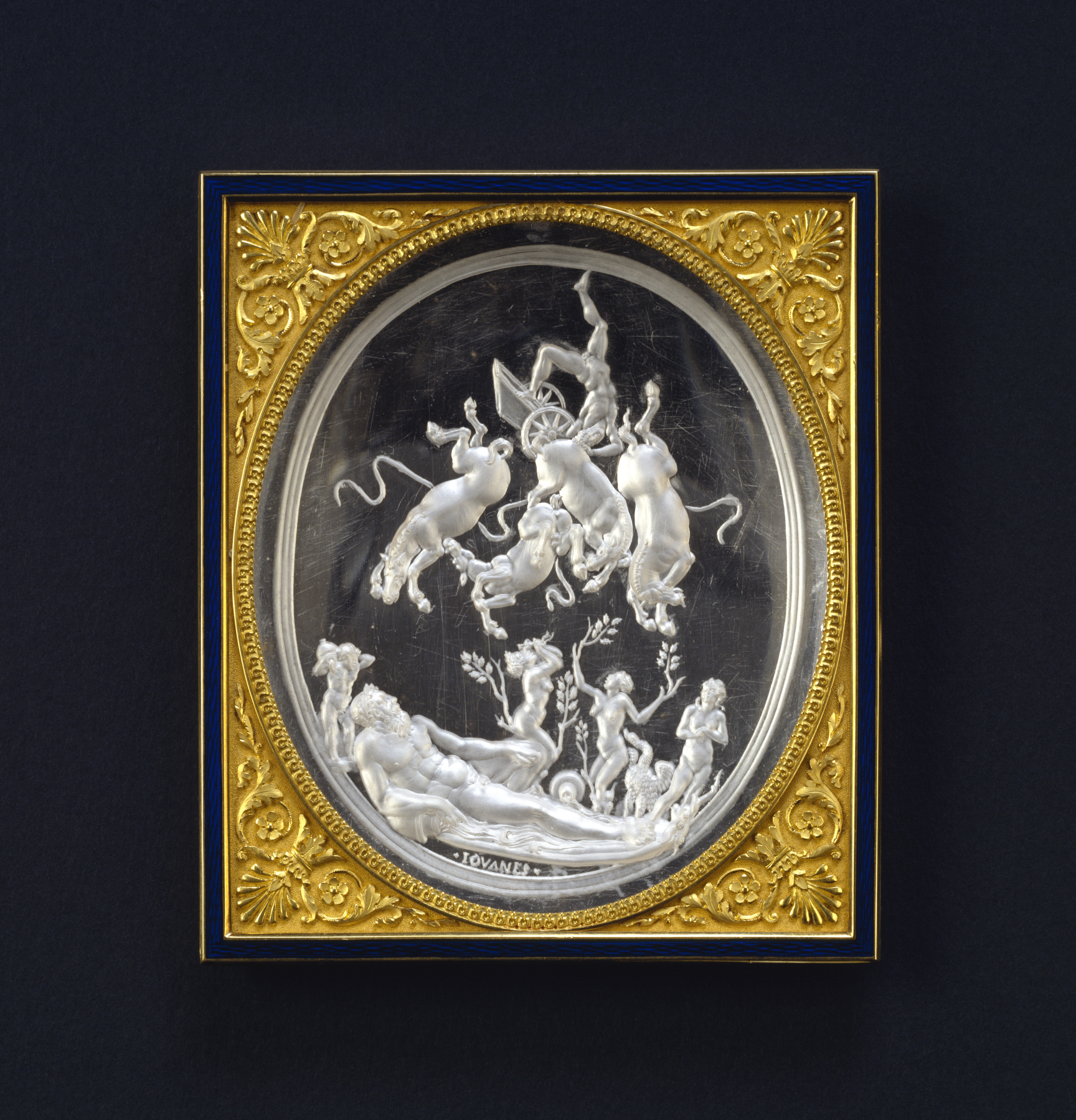
La caduta di Fetonte
cristallo di rocca intagliato
Walters Art Museum Baltimora

Giovanni Bernardi (Castel Bolognese, 1494 – Roma, 22 maggio 1553) è stato un incisore, medaglista e orafo italiano, autore di capolavori in qualità di artista glittico.

## Biografia
Giovanni Desiderio Bernardi imparò i primi rudimenti della glittica dal padre Bernardo (1464-1553) valente orafo che avviò lui e il fratello Orfeo all'arte dell'incisione delle pietre dure.
Iniziò la sua attività a Ferrara, alla corte del duca Alfonso I d'Este (come scrive il Vasari). Nel 1530 si trasferì a Roma, dove ebbe modo di affinare la sua arte e di farsi apprezzare dai cardinali Giovanni Salviati e Ippolito de' Medici, giungendo in breve a ritrarre papa Clemente VII. Da questo momento il suo successo fu inarrestabile come ci testimonia il Cellini.
In occasione dell'incoronazione dell'imperatore del Sacro Romano Impero Carlo V a Bologna in San Petronio (14 febbraio 1530), l'artista fece il ritratto del sovrano su una medaglia in oro. Dal 1534 al 1538 Giovanni Bernardi ricoprì l'incarico di incisore della zecca pontificia, con il perugino Tommaso Cristiani.
Dopo la morte, nel 1535, del suo mecenate, il cardinale Ippolito de' Medici, Giovanni Bernardi entrò al servizio del cardinale Alessandro Farnese per il quale eseguì numerose opere, fra cui parte degli intagli su cristallo di rocca inseriti nella famosa Cassetta Farnese: nelle quattro facce della Cassetta sono incastonati sei ovali intagliati dal Bernardi, raffiguranti scene allegoriche; sono sovrastati da targhette in cui compaiono scritte in greco e latino inerenti al soggetto.
Nel 1539 il Bernardi ritornò in Romagna, dove ebbe il merito di valorizzare e migliorare l'arte dell'incisione. Si stabilì a Faenza, dove terminò il Ciborio Farnesiano.
Dal 1º settembre 1540 al dicembre 1545 lavorò nuovamente alla Zecca papale. Rimasto vedovo e senza figli, si risposò a Faenza nel 1546 con Girolama Mondini da cui ebbe tre figli: due maschi e una femmina.
Giovanni Bernardi morì il 22 maggio 1553 ancora nel pieno della sua attività e della sua fama.
Roma ha dedicato una via a Giovanni da Castel Bolognese così come il suo paese natale gli ha dedicato la piazza principale.

La Cassetta Farnese è conservata nella Galleria Nazionale di Capodimonte a Napoli, dove un'intera sala è riservata alle opere del Bernardi.

La Pinacoteca di Napoli conserva un ritratto di incerta attribuzione che si presume riproduca le sue fattezze, per via della presenza di una grande medaglia (o cammeo) sulla falda del suo cappello. Una copia di questo ritratto, opera del pittore Giovanni Piancastelli, si trova nel Municipio di Castel Bolognese.

Nel museo storico di Vienna è conservata un'opera intitolata La battaglia di Pavia, in cristallo di rocca.

## Opere
Citate dal Vasari nelle Vite.

### A Ferrara
- La battaglia della Bastia - cristallo di rocca - opera perduta
- Alfonso D'Este ritratto - conio di acciaio per medaglia dritto - opera perduta
- Gesù Cristo tra la folla - conio di acciaio per medaglia rovescio- opera perduta

### A Roma
- Clemente VII ritratto - medaglia dritto
- Giuseppe si manifesta ai fratelli - medaglia rovescio
- Evangelisti - 4 tondi di cristallo - Museo di Capodimonte Napoli
- Cardinale Giovanni Salviati - conio di acciaio per medaglia - non identificata
- Cardinale Ippolito de' Medici - conio di acciaio per medaglia - non identificata
- Presentazione della figlia di Dario ad Alessandro Magno - cristallo di rocca - opera perduta
- Carlo V ritratto - conio di acciaio per medaglia - Munzkabinett di Vienna
- Ratto delle Sabine - sussistono diverse placchette in bronzo
- Crocifisso con Dio Padre, Maria, Giovanni e la Maddalena e tre storie della Passione:
- Salita al Calvario
- Resurrezione

### Non citate

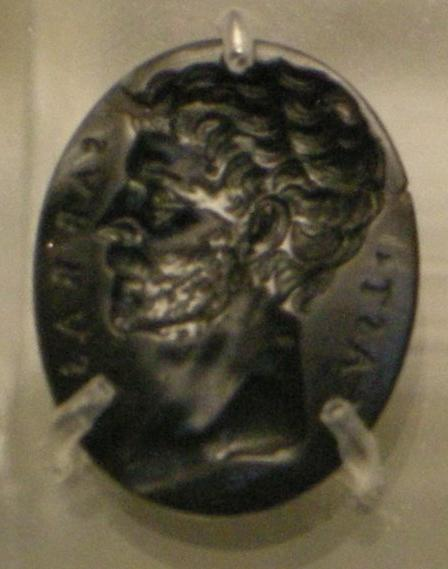
Giovanni Bernardi da Castelbolognese (attr.), gemma intagliata con fra Sabba da Castiglione.

- Sei tondi di cristallo per un candeliere d'argento:
- Centurione prega Cristo che guarisca il figlio - era nel Kaiser Friedrich Museum di Berlino
- Probatica piscina
- Trasfigurazione sul monte Tabor - Museo Nazionale di Copenaghen
- Moltiplicazione dei pani e dei pesci
- Cacciata dei mercanti dal tempio - Museo Nazionale di Copenaghen
- Resurrezione di Lazzaro
- sei ovali in cristallo per la Cassetta Farnese:
- Caccia di Meleagro - Museo di Capodimonte Napoli
- Cinghiale calidonio - Museo di Capodimonte Napoli
- Baccanti - Museo di Capodimonte Napoli
- Ercole combatte contro le Amazzoni - Museo di Capodimonte Napoli
- Battaglia navale - Museo di Capodimonte Napoli
- La presa della Goletta - Museo di Capodimonte Napoli
- Battaglia di Tunisi - Metropolitan Museum di New York
- La punizione di Tito cristallo di rocca - British Museum Londra